# 西ノ龍龍太朗
西ノ龍 龍太朗（にしのりゅう りゅうたろう、2000年8月20日 - ）は、大阪府大阪市中央区出身で、境川部屋所属の現役大相撲力士。本名は下村 龍太朗（しもむら りゅうたろう）。身長181.4cm、体重132.4kg。最高位は東幕下4枚目（2025年3月場所）。父は元幕内・常の山。

## 来歴
父は元幕内力士だが自身が生まれる前に現役を引退していたため、父の現役時代の雄姿は映像で見たり父の知人から話を聞いたりするのみだったが、それでも幼少期から力士になることを志していたという。相撲は高校から始めればいいという父の方針から、近畿大学附属小学校時代は体操や水泳に取り組み、近畿大学附属中学校では陸上部に所属し、四種競技や砲丸投に取り組んだ。しかし相撲への気持ちが抑えきれなかったため、父に直談判して中学2年時の2学期から埼玉栄中学校に相撲留学した。中学校卒業後は埼玉栄高校に進学し、3年時に高校総体と国体で団体優勝を経験した。
高校卒業後の進路は大相撲入りを選び、卒業を待たずに2018年11月場所で境川部屋から初土俵を踏んだ。入門先は自分で選んだといい、埼玉栄高校出身者が多いことや、師匠の13代境川（元小結・両国）が父・常の山と兄弟弟子だったことを入門理由に挙げた。父からも入門するなら境川部屋と勧められていたという。四股名は、初土俵当初は本名の「下村」をそのまま四股名としたが、三段目時代の2020年3月場所より父が十両時代まで名乗っていた「西乃龍」に改名。2024年5月場所から、父の考案で父と同じ種子島出身の第25代横綱・2代西ノ海に肖って四股名の「乃」を「ノ」に改めた「西ノ龍」に改名した。
西ノ龍と四股名を改める直前は左肩の不調により番付が伸び悩む時期もあったが、2024年5月場所後に左肩鎖関節亜脱臼で手術を受けたことを機に、それまでの突き押し相撲だけでなく左四つの型も磨いた。2025年1月場所以降は幕下1桁の番付になり、東幕下5枚目で5勝2敗と勝ち越した7月場所後に、翌9月場所での新十両昇進が決定した。史上14組目の親子関取である。

## 取り口
元来は突き押し相撲を持ち味としており、西幕下30枚目だった2024年7月場所では14日目の相撲で草野を左フックのような張り手で失神させて、草野がそのまま救急搬送されたとして話題となった。

## 主な成績
2025年7月場所終了現在

### 通算成績
- 通算成績：152勝121敗（40場所）

### 場所別成績
| | 一月場所 初場所（東京） | 三月場所 春場所（大阪） | 五月場所 夏場所（東京） | 七月場所 名古屋場所（愛知） | 九月場所 秋場所（東京） | 十一月場所 九州場所（福岡） |
| --- | ----------------------- | ----------------------- | ----------------------- | --------------------------- | ----------------------- | --------------------------- |
| 2018年 （平成30年） | x                       | x                       | x                       | x                           | x                       | （前相撲）                  |
| 2019年 （平成31年 /令和元年） | 東序ノ口24枚目 4–3      | 東序二段82枚目 6–1      | 東序二段8枚目 4–3       | 西三段目89枚目 3–4          | 西序二段7枚目 5–2       | 西三段目71枚目 4–3          |
| 2020年 （令和2年） | 西三段目51枚目 4–3      | 東三段目36枚目 3–4      | 感染症拡大 により中止   | 東三段目57枚目 3–4          | 西三段目63枚目 6–1      | 西三段目8枚目 4–3           |
| 2021年 （令和3年） | 西幕下57枚目 3–4        | 西三段目12枚目 4–3      | 西三段目筆頭 3–4        | 東三段目11枚目 5–2          | 東幕下51枚目 5–2        | 西幕下29枚目 2–5            |
| 2022年 （令和4年） | 西幕下46枚目 4–3        | 西幕下36枚目 3–4        | 西幕下39枚目 5–2        | 西幕下25枚目 5–2            | 東幕下16枚目 4–3        | 西幕下13枚目 2–5            |
| 2023年 （令和5年） | 西幕下25枚目 5–2        | 西幕下15枚目 5–2        | 東幕下10枚目 3–4        | 東幕下14枚目 2–5            | 西幕下25枚目 3–4        | 西幕下31枚目 5–2            |
| 2024年 （令和6年） | 西幕下22枚目 4–3        | 東幕下17枚目 1–6        | 西幕下40枚目 4–3        | 西幕下30枚目 6–1            | 西幕下11枚目 3–4        | 西幕下15枚目 5–2            |
| 2025年 （令和7年） | 東幕下6枚目 4–3         | 東幕下4枚目 2–5         | 東幕下8枚目 4–3         | 東幕下5枚目 5–2             | x                       | x                           |
| 各欄の数字は、「勝ち-負け-休場」を示す。 優勝 引退 休場 十両 幕下 三賞：敢=敢闘賞、殊=殊勲賞、技=技能賞 その他：★=金星 番付階級：幕内 - 十両 - 幕下 - 三段目 - 序二段 - 序ノ口 幕内序列：横綱 - 大関 - 関脇 - 小結 - 前頭（「#数字」は各位内の序列） |                         |                         |                         |                             |                         |                             |

## 改名歴
- 下村 龍太朗（しもむら りゅうたろう）2018年11月場所 - 2020年1月場所
- 西乃龍 龍太朗（にしのりゅう -）2020年3月場所 - 2024年3月場所
- 西ノ龍 龍太朗（にしのりゅう -）2024年5月場所 -